# Caylee Watson
Caylee Watson, född 10 oktober 1994, är en simmare från Amerikanska Jungfruöarna.
Watson tävlade för Amerikanska Jungfruöarna vid olympiska sommarspelen 2016 i Rio de Janeiro, där hon blev utslagen i försöksheatet på 100 meter ryggsim.